# Сен-Марсель (Эн)
Сен-Марсе́ль (фр. Saint-Marcel) — коммуна во Франции, находится в регионе Рона — Альпы. Департамент — Эн. Входит в состав кантона Виллар-ле-Домб. Округ коммуны — Бурк-ан-Брес.
Код INSEE коммуны — 01371.

## География
Коммуна расположена приблизительно в 380 км к юго-востоку от Парижа, в 24 км северо-восточнее Лиона, в 34 км к юго-западу от Бурк-ан-Бреса.

## Население
Население коммуны на 2010 год составляло 1212 человек.
| 1962 | 1968 | 1975 | 1982 | 1990 | 1999 | 2010 |
| ---- | ---- | ---- | ---- | ---- | ---- | ---- |
| 232  | 200  | 209  | 274  | 786  | 1058 | 1212 |

## Администрация
| Период | Период | Фамилия         | Партия | Примечания |
| ------ | ------ | --------------- | ------ | ---------- |
| 1959   | 1983   | Марсель Лиманда |        |            |
| 1983   | 1989   | Петрю Орсе      |        |            |
| 1989   | 2001   | Андре Тапона    |        |            |
| 2001   | 2007   | Морис Лиманда   |        |            |
| 2007   | 2014   | Доминик Петрон  |        |            |

## Экономика
В 2010 году среди 845 человек трудоспособного возраста (15—64 лет) 670 были экономически активными, 175 — неактивными (показатель активности — 79,3 %, в 1999 году было 76,9 %). Из 670 активных жителей работали 624 человека (334 мужчины и 290 женщин), безработных было 46 (19 мужчин и 27 женщин). Среди 175 неактивных 93 человека были учениками или студентами, 44 — пенсионерами, 38 были неактивными по другим причинам.

## Фотогалерея

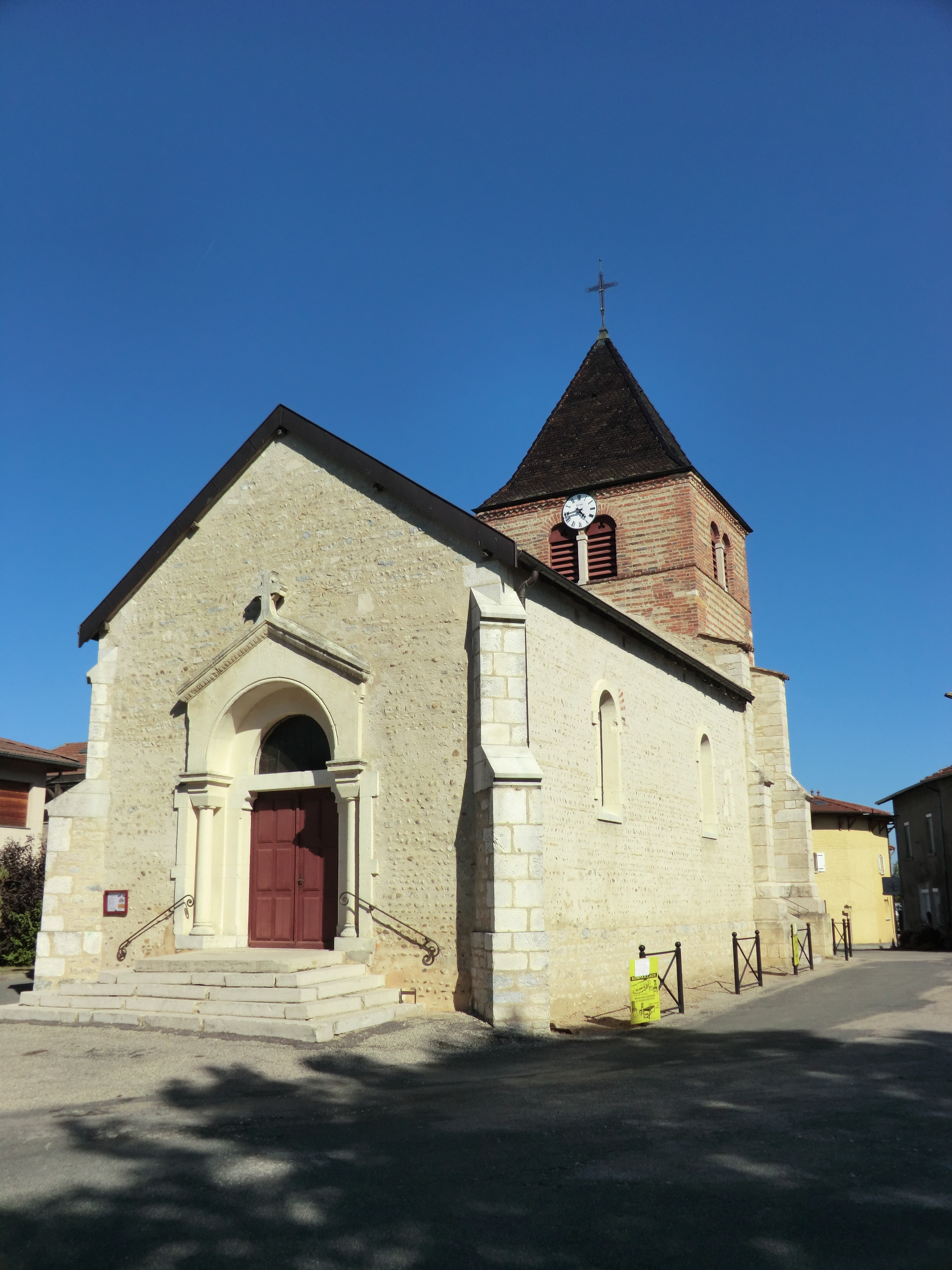
Церковь Сен-Марсель
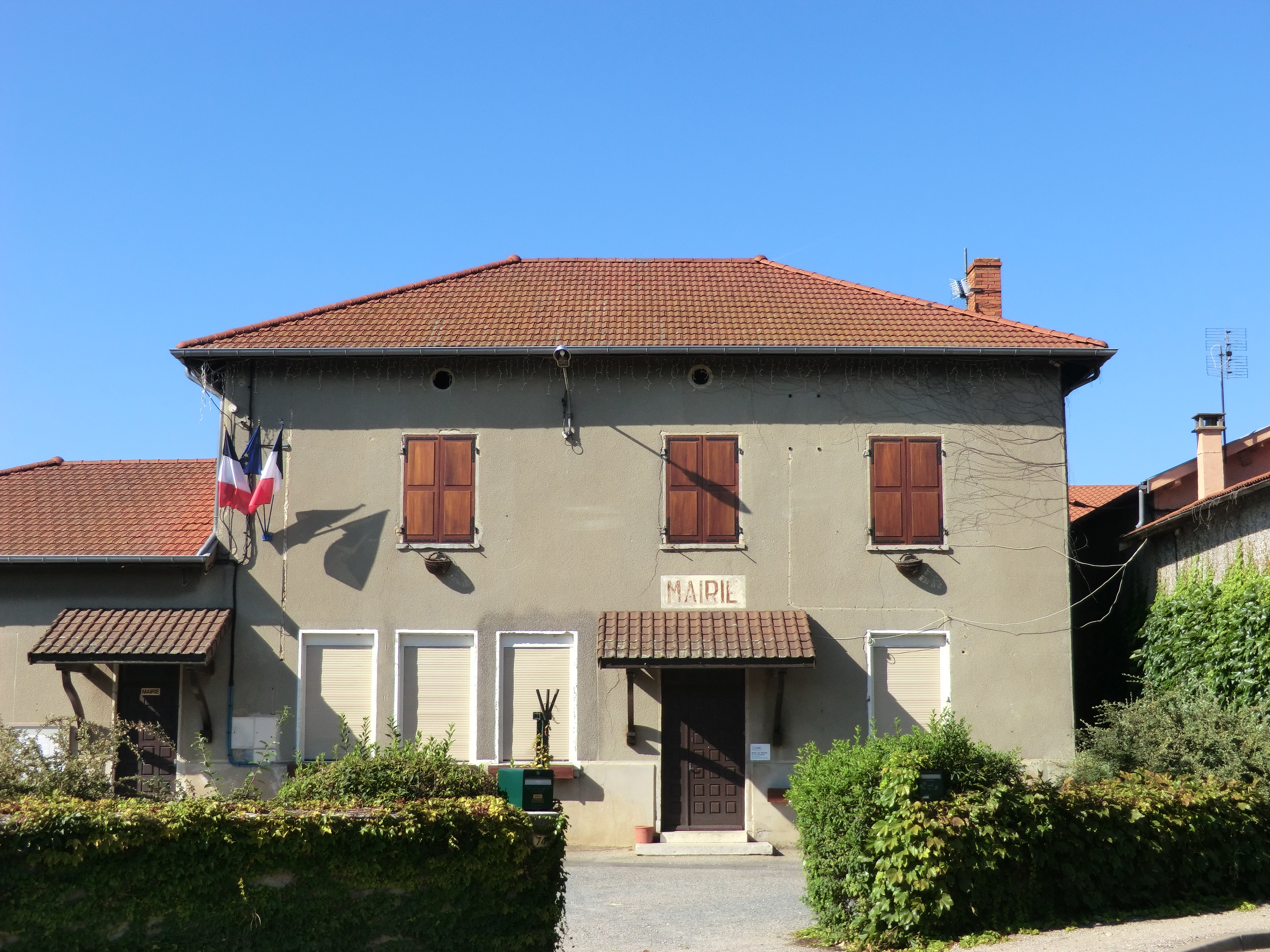
Мэрия
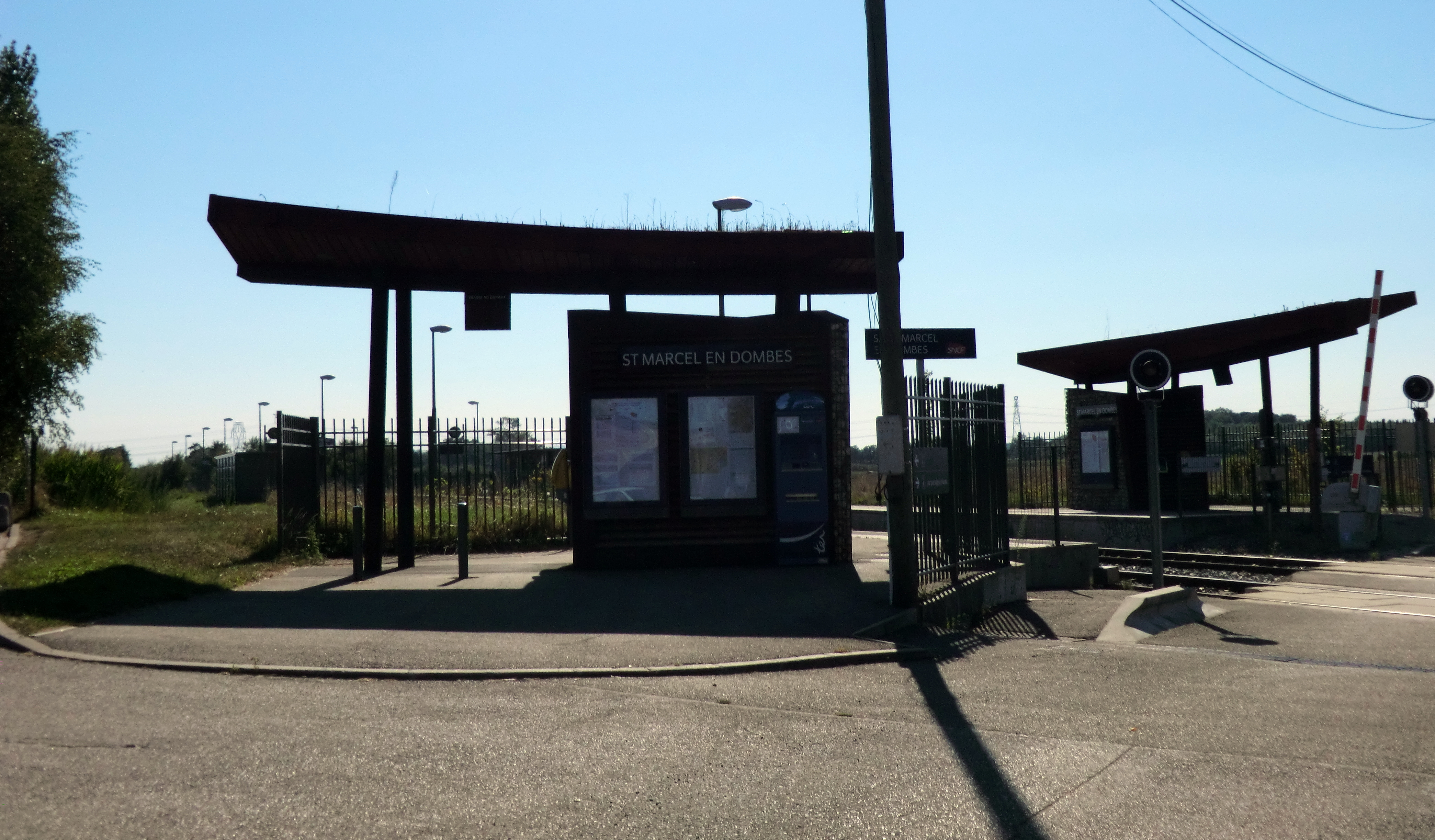
Вокзал Сен-Марсель-ан-Домб
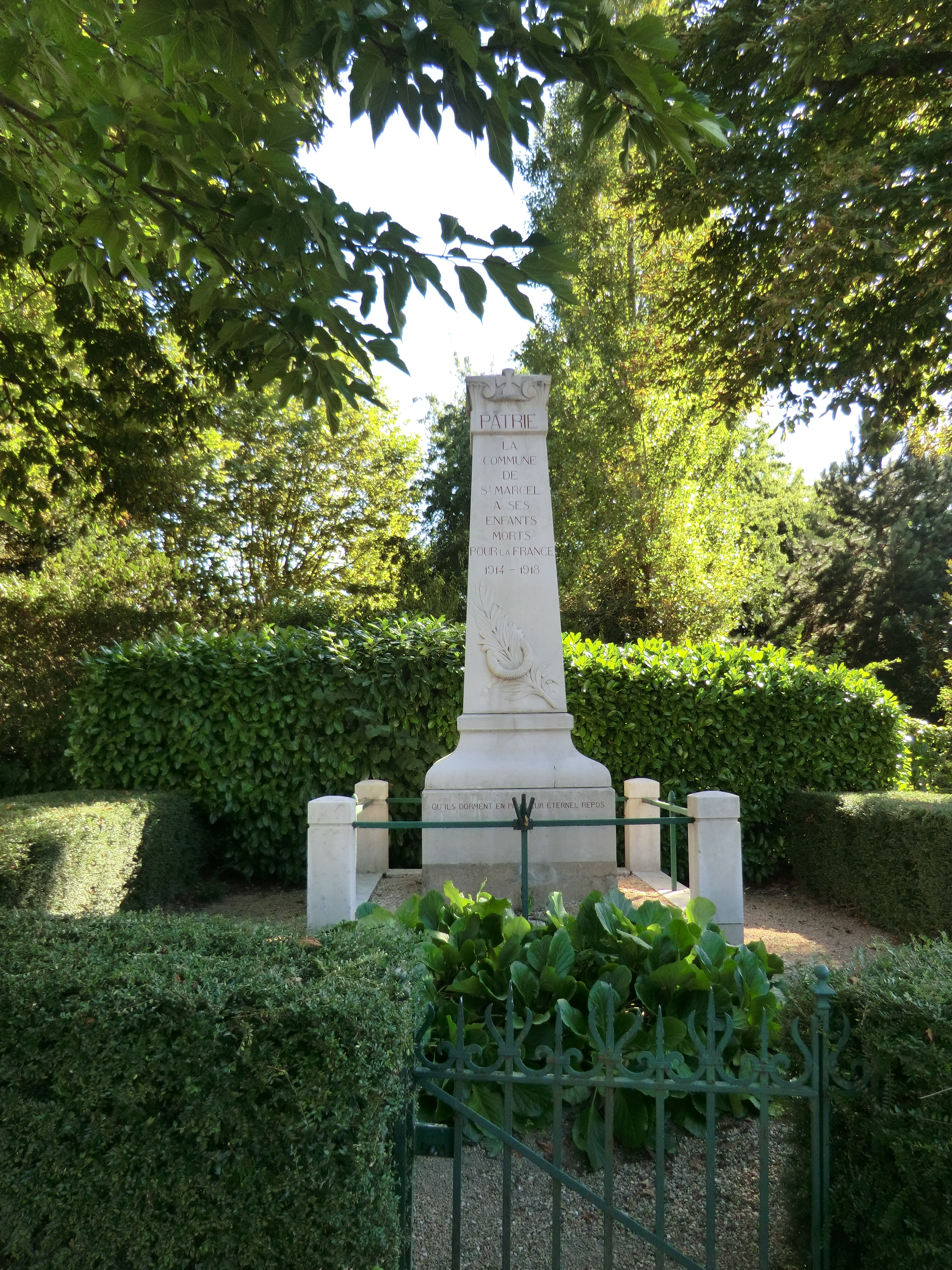
Военный мемориал